# Мартемон
Мартемо́н (фр. Marthemont) — коммуна во французском департаменте Мёрт и Мозель, региона Лотарингия. Относится к  кантону Везелиз.

## География

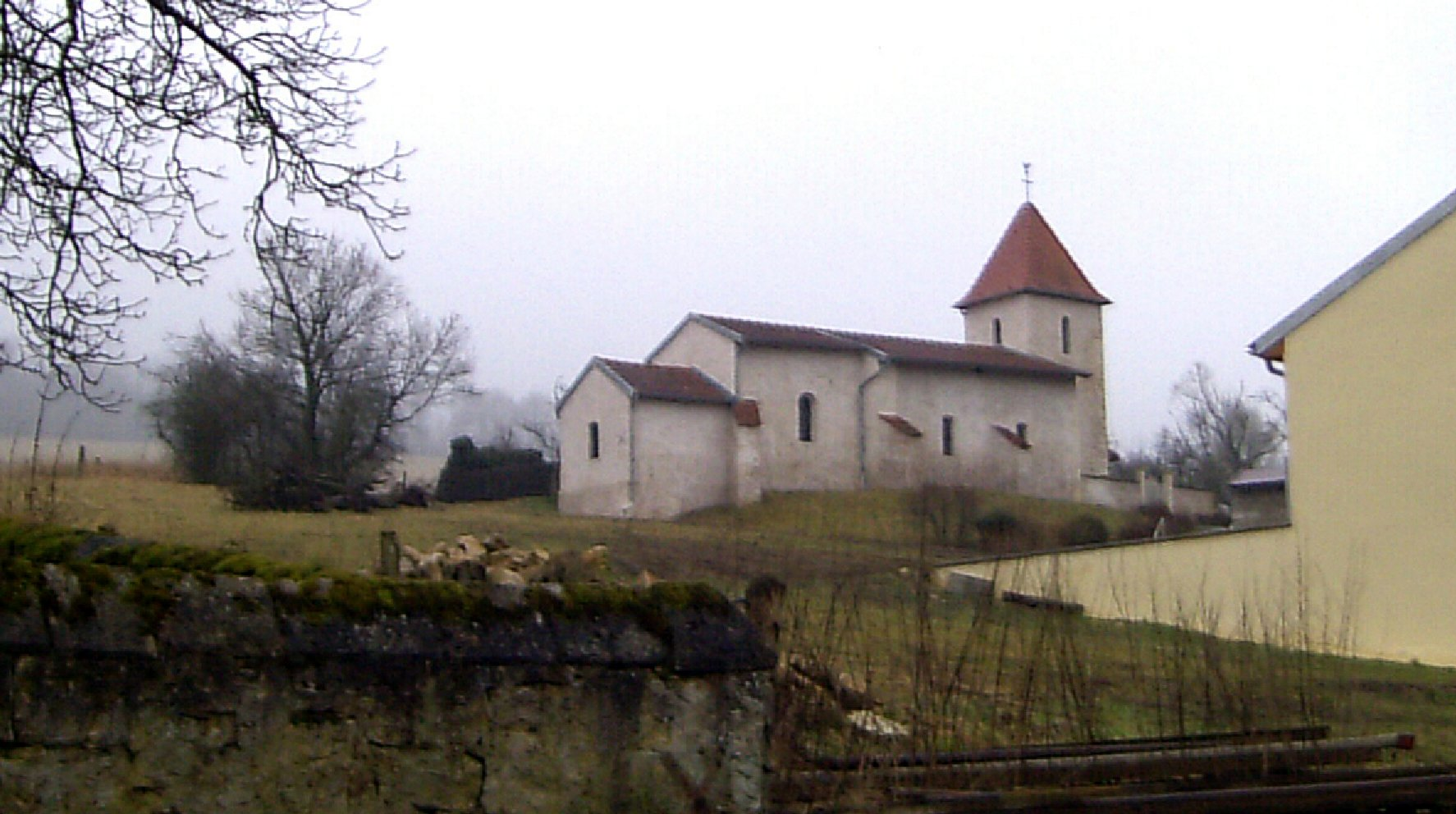
Церковь в Мартемоне.

Мартемон расположен в 19 км к юго-западу от Нанси. Соседние коммуны: Витерн и Мезьер на севере, Тело на юге, Тюйе-о-Грозей на западе.

## Демография
Население коммуны на 2010 год составляло 44 человека.
| 1962 | 1968 | 1975 | 1982 | 1990 | 1999 | 2010 |
| ---- | ---- | ---- | ---- | ---- | ---- | ---- |
| 32   | 31   | 21   | 23   | 34   | 33   | 44   |